# Bet.e and Stef
 (septembre 2017).
Bet.e and Stef est un duo de jazz et de bossa nova originaire de Montréal au Québec. Composée d'Elizabeth Provencher et de Stéphane Carreau, la formation a été en nomination aux prix Juno de 2003 dans la catégorie Nouveau groupe de l'année .

### Succès de l'album "Jazz Bossa Nova"
C'est en 1997 que le duo assemble ses cassettes démo pour lancer Jazz Bossa Nova, un premier album qui bat des records de ventes pour atteindre le statut de disque platine , un accomplissement formidable pour un album de jazz auto-produit et distribué de manière indépendante . On y retrouve des reprises de grands classiques de la musique latine tels que Só danço samba, Água de beber de Antônio Carlos Jobim et Bésame mucho de Consuelo Velázquez. 

### 2ème disque de platine
En 2002, Bet.e and Stef signent un contrat avec Universal Music Group et lancent Day by Day. Ce 2e album est rapidement certifié disque de platine et le groupe est mis en nomination aux Prix Juno de 2003 dans la catégorie Nouveau groupe de l'année .
Acclamé par la critique[réf. nécessaire], l'album présente un mélange de pièces en français, portugais et anglais. On peut notamment y entendre au milieu des morceaux originaux les reprises de Eu vim da bahia de Gilberto Gil, et plus inattendu, celle de Il n'aurait fallu, un poème de Louis Aragon mis en musique par Léo Ferré en 1961 dans son album Les Chansons d'Aragon. Durant cette période, le duo signe également un accord avec Toshiba-EMI qui lance une version légèrement différente de ses albums au Japon. Il s'ensuit quelques prestations remarquées de Bet.e and Stef au Japon.

### Le parcours de Bet.e et Stef
Après des études en psychologie et en communication, Bet.e a touché au théâtre, à la radio et étudia aussi le ballet moderne. Lorsqu'elle prit la décision de devenir chanteuse, Stef lui ouvrit les portes en l'introduisant à la bossa nova. « Je suis tombée amoureuse de cette musique et me suis immergée dans la langue et les polyrythmies de la bossa nova. J'étais émerveillée de découvrir à quel point cette musique était riche », se rappelle Bet.e, dont les influences musicales incluent le r'n'b des années 60, le rock psychédélique et les groupes alternatifs tels que The Cure, Siouxsie and the Banshees, Bauhaus et Einsturzende Neubauten.
Stef est né amoureux de la musique. Dès son plus jeune âge, il joue et chante dans diverses formations jazz et rock. À 21 ans, il s'envole pour Paris afin d'étudier l'art vocal et les arrangements jazz avec Christiane Legrand, chanteuse renommée du groupe Double Six et Swingle Singers et sœur du compositeur français Michel Legrand.

### La production
En plus d'être musiciens, Bet.e et Stef entreprirent la tâche colossale d'assurer la gestion et la promotion du groupe ainsi que la production et la distribution de leurs œuvres. En travaillant minutieusement et sans relâche, ils se hissèrent graduellement hors du circuit des restaurants et petits clubs pour s'afficher dans de grandes salles à travers le Canada et ainsi voyager jusqu'au Japon et au Brésil.
Après une période de recul qui leur permit de poursuivre d'autres projets incluant des albums en solo , le duo est de retour, fin prêt à reprendre le fil enrichi de leur collaboration. « Cette pause m'a donné l'occasion de parfaire mon expertise en production et d'acquérir de nouvelles connaissances musicales en produisant plusieurs autres styles, du métal industriel à la musique gnawa nord-africaine, la musique canadienne folk, l'électro-jazz et même la musique gypsy roumaine », raconte Stef. « Chacune de ces expériences m'a permis d'ouvrir mon esprit à de nouveaux horizons musicaux. »

### Solo, duo et autres formations
C'est aussi durant cette période que Stef tisse des liens avec le monde de la musique électronique, et de là naît l'idée de produire un album de remixes de Bet.e and Stef. 
En 2013, enthousiasmés à l'idée d'explorer et greffer de nouveaux sons à leur musique, le duo renait sur disque après 10 ans d’absence en s'associant avec le DJ et producteur Mike Fresco pour rassembler une équipe internationale de DJ exceptionnels, incluant Louie Vega, Nicola Conte, King Britt, Nickodemus, Buschemi et Dorfmeister. Ensemble, ils co-produisent un double CD intitulé Remix Deluxe, lancé au Canada en juin de cette année.
Le duo a enregistré de nouvelles compositions qui puisent maintenant leurs influences dans la soul, l'électro, l'indie rock et même le dub. Ainsi, malgré l'évolution personnelle et musicale de chacun, de leurs arrangements harmonieux découle toujours le son suave et unique de Bet.e and Stef. Plusieurs spectacles sont prévus au Québec et à l'étranger. Le 4 mai 2015 le duo a lancé son quatrième album intitulé Seeds.
Le 19 mai 2018, Elizabeth Provencher amorce à Gatineau la tournée avec son nouveau trio, Eliza Eleven, projet initié en novembre 2017.

## Discographie
- 1997 : Jazz Bossa Nova (la majorité des chansons sont chantées par Bet.e)
- 2002 : Day by Day
- 2012 : Remix Deluxe
- 2015 : Seeds